# 石之花
《石之花》，是坂口尚在1983年發表的中篇日本漫畫作品。

## 作品概要
本作原本是於潮出版社的雜誌，在1983年至1986年期間連載，並於同出版社的「希望」書系中發行全6冊的單行本。
後來經過整體大幅加畫內容，由新潮社刊行了《新版・石之花》（全5集，1988年）。此新版於作者過世後，再由講談社發行文庫版（全5集，1996年）與愛蔵版（全4巻，2003年）。
2022年1月至2月期間，KADOKAWA發行了以新潮社版為底本，重新編輯的新版單行本。此版本亦為本作品歷年所發行的各種版本中開本最大者，在最終集的第5冊中更首度收錄了堪稱本作的原點，由坂口於1970年所發表的1969年南斯拉夫電影《血腥故事》（Krvava Bajka）漫畫版本「抵抗の詩 第一部」、「抵抗の詩 第二部」（於《まんが王》1970年8月號、9月號刊載）。

## 内容梗概
本作敘述了一個男孩在歷經戰亂中成長的故事。故事發生在1941至1945年間的南斯拉夫王國，現在的斯洛凡尼亞。主角克瑞羅（Krilo）在德國納粹入侵之後，與家人及青梅竹馬的少女菲失聯，只好加入當地的游擊隊，之後再加入共產黨。
克瑞羅在這段過程中，不斷的面臨生離、死別，他的哥哥伊凡為了南斯拉夫成為雙面諜，但卻無法向克瑞羅解釋，也讓克瑞羅開始思考個人及群體利益之間的關係、人生存的意義。
而菲淪落集中營後，一開始被納粹黨衛軍（SS）的軍官麥斯納奉為座上賓（由於她與麥斯納的胞妹容貌神似之故），但她卻堅持離開，回到集中營，就算過的是極度恐慌、悲賤，毫無人權可言的生活，但卻能在這種生活中找到自己的尊嚴。
故事背景中所描述的南斯拉夫，則因為種族太多，各懷鬼胎，不僅在歐戰時給了納粹入侵的機會，甚至在歐戰結束後，也依然彼此互相攻擊、殘殺。

## 人物介紹
- 克瑞羅：男主角，在游擊隊中與德軍奮戰。
- 菲：女主角，南斯拉夫淪陷後在集中營度過少女歲月，戰爭結束後終於生還，與克瑞羅得以重聚。
- 伊凡：克瑞羅的哥哥，是雙面諜。
- 密爾卡：伊凡的女友。
- 芬貝伯汀：克瑞羅的老師，在開戰後即告下落不明。
- 布朗柯：伊凡的朋友，為游擊隊的隊長。
- 麥斯納：納粹黨衛軍軍官。
- W‧鳩姆：神祕古董商，是與芬貝伯汀形成對比的角色。

## 連載情況
1983年3月至1986年9月於《コミックトム》連載

## 中文版
- 台灣首度發行的授權本是由台灣東販所出版，是將2003年講談社推出的「愛藏版」四冊版本拆分為六冊發行。之後於2024年，改由尖端出版根據2022年KADOKAWA版本，推出全五冊的大開本典藏版。
- 香港中文版由「玉皇朝」於1995年11月開始出版，共六冊。

## 獲得獎項
- 作者坂口尚，因本書獲南斯拉夫政府表揚。
- 榮獲第50屆法國安古蘭國際漫畫節（Festival International de la Bande Dessinée d'Angoulême）的遺產獎獎項。